# Sonde (kunstnergruppe)
 For alternative betydninger, se Sonde. (Se også artikler, som begynder med Sonde)
Kunstnergruppen Sonde  udstillede i  tyve år på Aarhus Kunstmuseum eller få gange i andre steder i Aarhus. Det var dels i Kunstbygningen og på Rådhuset. 
Gruppen blev oprettet i 1967 og udstillede derefter indtil de var enige om at slutte i 1987.
I gruppen var kunstnerne: Poul Agger, Frithioff Johansen, Knud  Weinert, Jørgen Jacobsen, Kaj Führer, Poul Vandborg, H.J. Nicolaisen, Teddy Sørensen, Per Neble, Ib S. Østergaard m.fl.